# Thyretes angolensis
Thyretes angolensis är en fjärilsart som beskrevs av M.Gaede 1926. Thyretes angolensis ingår i släktet Thyretes och familjen björnspinnare. Inga underarter finns listade i Catalogue of Life.